# Federazione pallavolistica dell'Iraq
La Federazione irachena di pallavolo (eng. Iraqi Volleyball Federation, IVF) è un'organizzazione fondata per governare la pratica della pallavolo in Iraq.
Organizza il campionato maschile e femminile, e pone sotto la propria egida la nazionale maschile e femminile.
Ha aderito alla FIVB nel 1959.